# 九条道秀

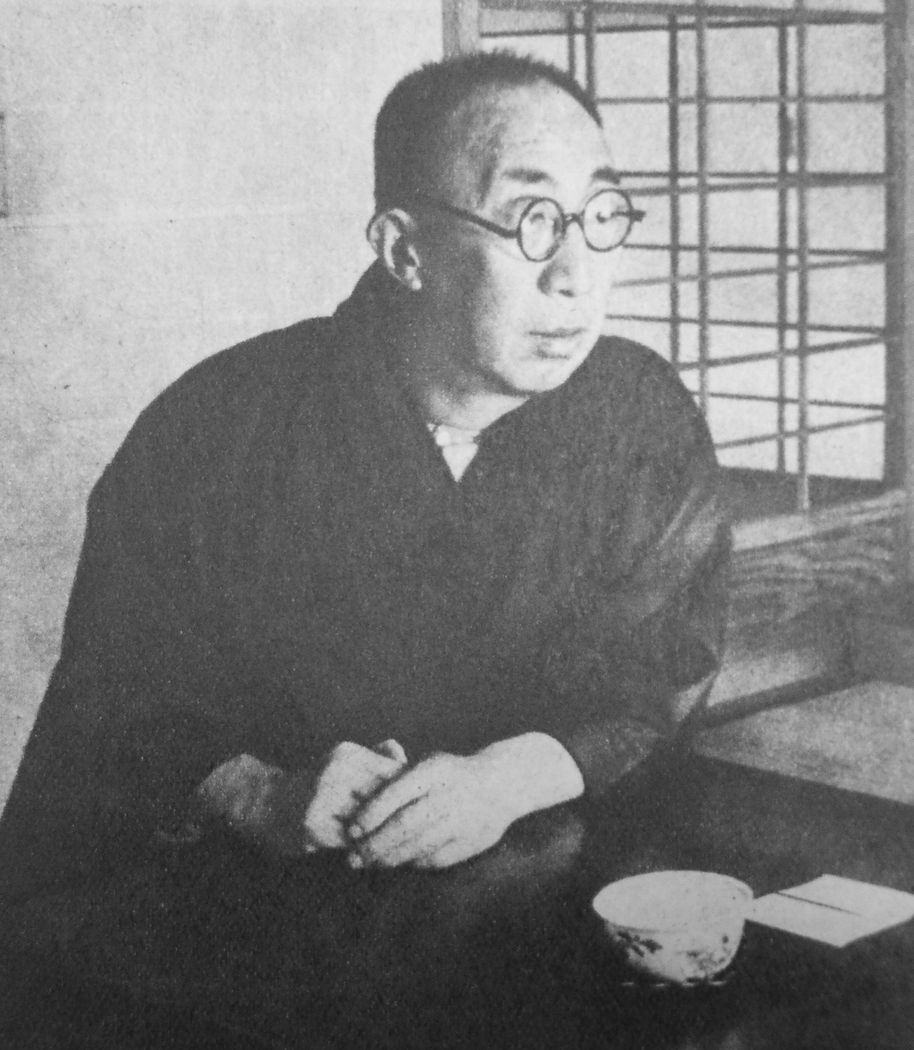
九条道秀

九条 道秀（くじょう みちひで、旧字体：九條 道󠄁秀、1895年〈明治28年〉8月9日 - 1961年〈昭和36年〉5月27日）は、日本の宮内官、政治家、華族。貴族院公爵議員。

## 経歴
東京市で九条道実・恵子夫妻の長男として生まれる。1923年（大正12年）東京帝国大学文学部社会学科を卒業。父の死去に伴い、1933年（昭和8年）2月15日、公爵を襲爵して貴族院公爵議員に就任し、火曜会に所属し1947年（昭和22年）5月2日の貴族院廃止まで在任した。
1933年（昭和8年）、掌典となり、各地への勅使などを務めた。
退任後の1958年（昭和33年）5月15日には、ご機嫌伺いのため皇居に参内した。

## 親族
基本、『平成新修旧華族家系大成』上巻, p. 537–538を参照した。
- 父：九条道実
- 母：九条恵子
- 叔母：貞明皇后（第123代大正天皇皇后）
  - 従弟：昭和天皇（第124代天皇）
  - 従甥：明仁（第125代天皇・上皇）
  - 従姪孫：徳仁（第126代天皇・今上天皇）
- 先妻：九条文子（島津忠麿次女）
- 後妻：九条成子（土山尊弘次女）
- 長男：九条道弘（平安神宮宮司）

## 栄典
- 1940年（昭和15年）8月15日 - 紀元二千六百年祝典記念章[6]